# Rhodopina pedongensis
Rhodopina pedongensis är en skalbaggsart som beskrevs av Stefan von Breuning 1969. Rhodopina pedongensis ingår i släktet Rhodopina och familjen långhorningar. Inga underarter finns listade i Catalogue of Life.